# Teronice
Teronice (en grec antic: Θηρονίκη) va ser, segons la mitologia grega, una filla de Dexamen, rei de la ciutat d'Òlenos, a l'Acaia.
Teronice es va casar amb el fill de Posidó, Ctèat, un dels Moliònides i junts van tenir un fill, Amfímac, que moriria a la guerra de Troia, com diu Pausànias. Teronice era la germana de Mnesímaca (a qui el seu pare va prometre a Hèracles), d'Eurípil i de Terèfone.